# Trichophoroides aurivillii
Trichophoroides aurivillii är en skalbaggsart som först beskrevs av Linsley 1961. Trichophoroides aurivillii ingår i släktet Trichophoroides och familjen långhorningar.
Artens utbredningsområde är Panama. Inga underarter finns listade i Catalogue of Life.